# Elezioni politiche in Italia del 1992 per circoscrizione (Camera dei deputati)
Le elezioni politiche in Italia del 1992 nelle circoscrizioni della Camera dei deputati videro i seguenti risultati.

## Risultati

### Circoscrizione Torino-Novara-Vercelli
| Liste                                         | Voti      | %     | Seggi |
| --------------------------------------------- | --------- | ----- | ----- |
| Democrazia Cristiana                          | 426 427   | 19,04 | 7     |
| Lega Nord                                     | 342 749   | 15,30 | 6     |
| Partito Socialista Italiano                   | 318 377   | 14,22 | 5     |
| Partito Democratico della Sinistra            | 307 661   | 13,74 | 5     |
| Partito della Rifondazione Comunista          | 156 176   | 6,97  | 3     |
| Partito Repubblicano Italiano                 | 121 685   | 5,43  | 2     |
| Movimento Sociale Italiano - Destra Nazionale | 114 207   | 5,10  | 2     |
| Partito Liberale Italiano                     | 78 962    | 3,53  | 1     |
| Federazione dei Verdi                         | 67 959    | 3,03  | 1     |
| La Rete                                       | 65 871    | 2,94  | 1     |
| Lista Marco Pannella                          | 47 014    | 2,10  | 1     |
| Lega Alpina Piemont                           | 43 181    | 1,93  | –     |
| Partito Socialista Democratico Italiano       | 39 690    | 1,77  | 1     |
| Verdi Verdi                                   | 25 887    | 1,16  | –     |
| Partito Pensionati                            | 25 167    | 1,12  | –     |
| Sì Referendum                                 | 24 775    | 1,11  | –     |
| La Lega Casalinghe Pensionati                 | 17 985    | 0,80  | –     |
| Piemont Liber                                 | 11 257    | 0,50  | –     |
| Federalismo                                   | 4 558     | 0,20  | –     |
| Totale                                        | 2 239 588 | 100   | 35    |

### Circoscrizione Cuneo-Alessandria-Asti
| Liste                                         | Voti    | %     | Seggi |
| --------------------------------------------- | ------- | ----- | ----- |
| Democrazia Cristiana                          | 226 194 | 26,19 | 4     |
| Lega Nord                                     | 162 444 | 18,81 | 3     |
| Partito Socialista Italiano                   | 97 244  | 11,26 | 2     |
| Partito Democratico della Sinistra            | 86 409  | 10,01 | 1     |
| Partito Liberale Italiano                     | 76 681  | 8,88  | 1     |
| Partito della Rifondazione Comunista          | 44 405  | 5,14  | 1     |
| Partito Repubblicano Italiano                 | 28 881  | 3,34  | –     |
| Lega Alpina Piemont                           | 26 522  | 3,07  | –     |
| Movimento Sociale Italiano - Destra Nazionale | 25 319  | 2,93  | –     |
| Federazione dei Verdi                         | 25 148  | 2,91  | –     |
| Partito Socialista Democratico Italiano       | 15 972  | 1,85  | –     |
| La Rete                                       | 14 876  | 1,72  | –     |
| Partito Pensionati                            | 12 353  | 1,43  | –     |
| Lista Marco Pannella                          | 11 357  | 1,32  | –     |
| Sì Referendum                                 | 6 110   | 0,71  | –     |
| Federalismo                                   | 3 674   | 0,43  | –     |
| Totale                                        | 863 589 | 100   | 12    |

### Circoscrizione Genova-Imperia-La Spezia-Savona
| Liste                                         | Voti      | %     | Seggi |
| --------------------------------------------- | --------- | ----- | ----- |
| Democrazia Cristiana                          | 270 362   | 21,89 | 5     |
| Partito Democratico della Sinistra            | 230 913   | 18,69 | 4     |
| Lega Nord                                     | 176 547   | 14,29 | 3     |
| Partito Socialista Italiano                   | 136 401   | 11,04 | 2     |
| Partito della Rifondazione Comunista          | 91 250    | 7,39  | 1     |
| Partito Repubblicano Italiano                 | 58 824    | 4,76  | 1     |
| Movimento Sociale Italiano - Destra Nazionale | 55 336    | 4,48  | 1     |
| Federazione dei Verdi                         | 45 007    | 3,64  | 1     |
| Partito Liberale Italiano                     | 41 368    | 3,35  | 1     |
| Partito Socialista Democratico Italiano       | 22 764    | 1,84  | –     |
| Partito Pensionati                            | 18 940    | 1,53  | –     |
| Lista Marco Pannella                          | 18 903    | 1,53  | –     |
| La Lega Casalinghe Pensionati                 | 17 828    | 1,44  | –     |
| La Rete                                       | 17 760    | 1,44  | –     |
| Sì Referendum                                 | 14 653    | 1,19  | –     |
| Caccia Pesca Ambiente                         | 13 525    | 1,09  | –     |
| Federalismo                                   | 2 818     | 0,23  | –     |
| Partito Europa 2000                           | 1 994     | 0,16  | –     |
| Totale                                        | 1 235 193 | 100   | 19    |

### Circoscrizione Milano-Pavia
| Liste                                         | Voti      | %     | Seggi |
| --------------------------------------------- | --------- | ----- | ----- |
| Lega Nord                                     | 653 131   | 19,99 | 10    |
| Democrazia Cristiana                          | 648 783   | 19,86 | 10    |
| Partito Democratico della Sinistra            | 464 156   | 14,20 | 7     |
| Partito Socialista Italiano                   | 452 873   | 13,86 | 7     |
| Partito della Rifondazione Comunista          | 188 770   | 5,78  | 3     |
| Partito Repubblicano Italiano                 | 172 730   | 5,29  | 3     |
| Movimento Sociale Italiano - Destra Nazionale | 124 257   | 3,80  | 2     |
| Federazione dei Verdi                         | 121 482   | 3,72  | 2     |
| Partito Liberale Italiano                     | 89 924    | 2,75  | 1     |
| La Rete                                       | 66 236    | 2,03  | 1     |
| Lista Marco Pannella                          | 59 835    | 1,83  | 1     |
| Lega Alpina Lumbarda                          | 55 591    | 1,70  | –     |
| Partito Socialista Democratico Italiano       | 47 814    | 1,46  | 1     |
| Partito Pensionati                            | 40 108    | 1,23  | –     |
| La Lega Casalinghe Pensionati                 | 26 609    | 0,81  | –     |
| Sì Referendum                                 | 22 520    | 0,69  | –     |
| Alleanza Lombarda                             | 15 064    | 0,46  | –     |
| Caccia Pesca Ambiente                         | 5 794     | 0,18  | –     |
| Lega Meridionali d'Italia                     | 4 054     | 0,12  | –     |
| Federalismo                                   | 3 927     | 0,12  | –     |
| Movimento Politico Difesa Automobilisti       | 2 548     | 0,08  | –     |
| Partito Europa 2000                           | 1 379     | 0,04  | –     |
| Totale                                        | 3 267 585 | 100   | 48    |

### Circoscrizione Como-Sondrio-Varese
| Liste                                         | Voti      | %     | Seggi |
| --------------------------------------------- | --------- | ----- | ----- |
| Lega Nord                                     | 365 284   | 28,55 | 6     |
| Democrazia Cristiana                          | 326 803   | 25,54 | 5     |
| Partito Socialista Italiano                   | 169 859   | 13,27 | 3     |
| Partito Democratico della Sinistra            | 108 114   | 8,45  | 2     |
| Partito della Rifondazione Comunista          | 51 163    | 4,00  | 1     |
| Movimento Sociale Italiano - Destra Nazionale | 40 331    | 3,15  | 1     |
| Federazione dei Verdi                         | 39 264    | 3,07  | 1     |
| Partito Repubblicano Italiano                 | 38 314    | 2,99  | –     |
| Partito Liberale Italiano                     | 30 292    | 2,37  | –     |
| La Lega Casalinghe Pensionati                 | 24 795    | 1,94  | –     |
| Partito Socialista Democratico Italiano       | 21 667    | 1,69  | –     |
| La Rete                                       | 21 444    | 1,68  | –     |
| Lista Marco Pannella                          | 14 919    | 1,17  | –     |
| Partito Pensionati                            | 13 184    | 1,03  | –     |
| Sì Referendum                                 | 9 449     | 0,74  | –     |
| Caccia Pesca Ambiente                         | 2 971     | 0,23  | –     |
| Federalismo                                   | 1 762     | 0,14  | –     |
| Totale                                        | 1 279 615 | 100   | 19    |

### Circoscrizione Brescia-Bergamo
| Liste                                         | Voti      | %     | Seggi |
| --------------------------------------------- | --------- | ----- | ----- |
| Democrazia Cristiana                          | 463 839   | 32,09 | 7     |
| Lega Nord                                     | 364 635   | 25,22 | 6     |
| Partito Socialista Italiano                   | 138 340   | 9,57  | 2     |
| Partito Democratico della Sinistra            | 124 267   | 8,60  | 2     |
| Partito della Rifondazione Comunista          | 47 796    | 3,31  | 1     |
| Movimento Sociale Italiano - Destra Nazionale | 42 677    | 2,95  | 1     |
| Partito Repubblicano Italiano                 | 40 967    | 2,83  | 1     |
| Lega Alpina Lumbarda                          | 35 318    | 2,44  | –     |
| Federazione dei Verdi                         | 34 678    | 2,40  | 1     |
| Lega Lombardia Europea                        | 33 589    | 2,32  | –     |
| Partito Liberale Italiano                     | 28 999    | 2,01  | –     |
| La Rete                                       | 19 359    | 1,34  | –     |
| Partito Pensionati                            | 16 666    | 1,15  | –     |
| Lista Marco Pannella                          | 14 138    | 0,98  | –     |
| La Lega Casalinghe Pensionati                 | 13 726    | 0,95  | –     |
| Partito Socialista Democratico Italiano       | 12 211    | 0,84  | –     |
| Sì Referendum                                 | 7 075     | 0,49  | –     |
| Caccia Pesca Ambiente                         | 5 988     | 0,41  | –     |
| Federalismo                                   | 1 367     | 0,09  | –     |
| Totale                                        | 1 445 635 | 100   | 21    |

### Circoscrizione Mantova-Cremona
| Liste                                         | Voti    | %     | Seggi |
| --------------------------------------------- | ------- | ----- | ----- |
| Democrazia Cristiana                          | 132 278 | 25,16 | 3     |
| Lega Nord                                     | 114 560 | 21,79 | 2     |
| Partito Democratico della Sinistra            | 91 595  | 17,42 | 2     |
| Partito Socialista Italiano                   | 63 448  | 12,07 | 1     |
| Partito della Rifondazione Comunista          | 34 852  | 6,63  | 1     |
| Movimento Sociale Italiano - Destra Nazionale | 16 093  | 3,06  | –     |
| Federazione dei Verdi                         | 14 934  | 2,84  | –     |
| Partito Repubblicano Italiano                 | 13 603  | 2,59  | –     |
| La Lega Casalinghe Pensionati                 | 11 955  | 2,27  | –     |
| Partito Liberale Italiano                     | 8 100   | 1,54  | –     |
| Partito Pensionati                            | 8 092   | 1,54  | –     |
| Partito Socialista Democratico Italiano       | 5 674   | 1,08  | –     |
| Lista Marco Pannella                          | 4 617   | 0,88  | –     |
| Sì Referendum                                 | 3 937   | 0,75  | –     |
| Caccia Pesca Ambiente                         | 1 578   | 0,30  | –     |
| Federalismo                                   | 426     | 0,08  | –     |
| Totale                                        | 525 742 | 100   | 9     |

### Circoscrizione Trento-Bolzano
| Liste                                         | Voti    | %     | Seggi |
| --------------------------------------------- | ------- | ----- | ----- |
| Partito Popolare Sud Tirolese                 | 198 447 | 31,11 | 3     |
| Democrazia Cristiana                          | 137 287 | 21,52 | 3     |
| Lega Nord                                     | 56 530  | 8,86  | 1     |
| Partito Socialista Italiano                   | 43 808  | 6,87  | 1     |
| Federazione dei Verdi                         | 34 943  | 5,48  | 1     |
| La Rete                                       | 33 345  | 5,23  | 1     |
| Partito Democratico della Sinistra            | 32 434  | 5,08  | –     |
| Movimento Sociale Italiano - Destra Nazionale | 30 837  | 4,83  | –     |
| Partito Repubblicano Italiano                 | 19 379  | 3,04  | –     |
| Federalismo                                   | 13 701  | 2,15  | –     |
| Partito della Rifondazione Comunista          | 11 078  | 1,74  | –     |
| Partito Liberale Italiano                     | 9 413   | 1,48  | –     |
| Lista Marco Pannella                          | 7 304   | 1,14  | –     |
| Partito Socialista Democratico Italiano       | 5 037   | 0,79  | –     |
| Sì Referendum                                 | 4 425   | 0,69  | –     |
| Totale                                        | 637 968 | 100   | 10    |

### Circoscrizione Verona-Padova-Vicenza-Rovigo
| Liste                                         | Voti      | %     | Seggi |
| --------------------------------------------- | --------- | ----- | ----- |
| Democrazia Cristiana                          | 652 694   | 33,86 | 10    |
| Lega Nord                                     | 334 667   | 17,36 | 5     |
| Partito Socialista Italiano                   | 191 338   | 9,93  | 3     |
| Partito Democratico della Sinistra            | 169 909   | 8,81  | 3     |
| Lega Autonomia Veneta                         | 97 165    | 5,04  | 1     |
| Partito Repubblicano Italiano                 | 65 791    | 3,41  | 1     |
| Movimento Sociale Italiano - Destra Nazionale | 65 356    | 3,39  | 1     |
| Partito della Rifondazione Comunista          | 61 978    | 3,22  | 1     |
| Federazione dei Verdi                         | 58 778    | 3,05  | 1     |
| Partito Liberale Italiano                     | 37 349    | 1,94  | 1     |
| La Rete                                       | 36 450    | 1,89  | 1     |
| Union Veneto                                  | 35 847    | 1,86  | –     |
| Veneto Autonomo                               | 33 913    | 1,76  | –     |
| Partito Socialista Democratico Italiano       | 21 405    | 1,11  | –     |
| Lista Marco Pannella                          | 18 534    | 0,96  | –     |
| Caccia Pesca Ambiente                         | 18 167    | 0,94  | –     |
| Sì Referendum                                 | 14 526    | 0,75  | –     |
| Verdi Federalisti                             | 11 250    | 0,58  | –     |
| Federalismo                                   | 2 584     | 0,13  | –     |
| Totale                                        | 1 927 701 | 100   | 28    |

### Circoscrizione Venezia-Treviso
| Liste                                         | Voti      | %     | Seggi |
| --------------------------------------------- | --------- | ----- | ----- |
| Democrazia Cristiana                          | 324 759   | 28,10 | 5     |
| Lega Nord                                     | 199 688   | 17,28 | 3     |
| Partito Democratico della Sinistra            | 139 643   | 12,08 | 2     |
| Partito Socialista Italiano                   | 132 747   | 11,49 | 2     |
| Lega Autonomia Veneta                         | 55 136    | 4,77  | –     |
| Partito della Rifondazione Comunista          | 50 465    | 4,37  | 1     |
| Partito Repubblicano Italiano                 | 48 762    | 4,22  | 1     |
| Federazione dei Verdi                         | 40 994    | 3,55  | 1     |
| Movimento Sociale Italiano - Destra Nazionale | 34 231    | 2,96  | –     |
| Partito Liberale Italiano                     | 22 102    | 1,91  | –     |
| Partito Socialista Democratico Italiano       | 18 034    | 1,56  | –     |
| Veneto Autonomo                               | 15 122    | 1,31  | –     |
| La Rete                                       | 14 542    | 1,26  | –     |
| Lista Marco Pannella                          | 13 145    | 1,14  | –     |
| Union Veneto                                  | 12 961    | 1,12  | –     |
| Sì Referendum                                 | 10 094    | 0,87  | –     |
| Partito Pensionati                            | 8 857     | 0,77  | –     |
| Verdi Federalisti                             | 7 277     | 0,63  | –     |
| Caccia Pesca Ambiente                         | 6 352     | 0,55  | –     |
| Federalismo                                   | 812       | 0,07  | –     |
| Totale                                        | 1 155 723 | 100   | 15    |

### Circoscrizione Udine-Belluno-Gorizia-Pordenone
| Liste                                         | Voti    | %     | Seggi |
| --------------------------------------------- | ------- | ----- | ----- |
| Democrazia Cristiana                          | 251 448 | 29,59 | 4     |
| Lega Nord                                     | 163 398 | 19,23 | 3     |
| Partito Socialista Italiano                   | 122 461 | 14,41 | 2     |
| Partito Democratico della Sinistra            | 85 722  | 10,09 | 1     |
| Movimento Sociale Italiano - Destra Nazionale | 41 714  | 4,91  | 1     |
| Partito della Rifondazione Comunista          | 33 611  | 3,96  | –     |
| Partito Socialista Democratico Italiano       | 32 316  | 3,80  | 1     |
| Partito Repubblicano Italiano                 | 30 887  | 3,63  | –     |
| Federazione dei Verdi                         | 26 392  | 3,11  | –     |
| Partito Liberale Italiano                     | 19 516  | 2,30  | –     |
| Lista Marco Pannella                          | 10 638  | 1,25  | –     |
| La Rete                                       | 10 111  | 1,19  | –     |
| Sì Referendum                                 | 6 715   | 0,79  | –     |
| Verdi Federalisti                             | 6 670   | 0,78  | –     |
| Caccia Pesca Ambiente                         | 4 179   | 0,49  | –     |
| Federalismo                                   | 2 824   | 0,33  | –     |
| Rinnovamento                                  | 1 208   | 0,14  | –     |
| Totale                                        | 849 810 | 100   | 12    |

### Circoscrizione Bologna-Ferrara-Ravenna-Forlì
| Liste                                         | Voti      | %     | Seggi |
| --------------------------------------------- | --------- | ----- | ----- |
| Partito Democratico della Sinistra            | 597 184   | 34,21 | 9     |
| Democrazia Cristiana                          | 317 574   | 18,19 | 5     |
| Partito Socialista Italiano                   | 191 156   | 10,95 | 3     |
| Partito Repubblicano Italiano                 | 130 188   | 7,46  | 2     |
| Lega Nord                                     | 121 852   | 6,98  | 2     |
| Partito della Rifondazione Comunista          | 117 573   | 6,73  | 2     |
| Movimento Sociale Italiano - Destra Nazionale | 64 474    | 3,69  | 1     |
| Federazione dei Verdi                         | 48 753    | 2,79  | 1     |
| Partito Liberale Italiano                     | 39 651    | 2,27  | 1     |
| Partito Socialista Democratico Italiano       | 28 008    | 1,60  | –     |
| Lista Marco Pannella                          | 22 091    | 1,27  | 1     |
| La Rete                                       | 18 977    | 1,09  | –     |
| Sì Referendum                                 | 15 685    | 0,90  | –     |
| Partito Pensionati                            | 11 033    | 0,63  | –     |
| Caccia Pesca Ambiente                         | 7 491     | 0,43  | –     |
| La Lega Casalinghe Pensionati                 | 5 814     | 0,33  | –     |
| Lega d'Azione Meridionale                     | 4 015     | 0,23  | –     |
| Federalismo                                   | 2 200     | 0,13  | –     |
| Movimento Europeo Automobilisti               | 2 107     | 0,12  | –     |
| Totale                                        | 1 745 826 | 100   | 27    |

### Circoscrizione Parma-Modena-Piacenza-Reggio nell'Emilia
| Liste                                         | Voti      | %     | Seggi |
| --------------------------------------------- | --------- | ----- | ----- |
| Partito Democratico della Sinistra            | 390 123   | 30,17 | 6     |
| Democrazia Cristiana                          | 275 736   | 21,32 | 4     |
| Lega Nord                                     | 171 132   | 13,23 | 3     |
| Partito Socialista Italiano                   | 131 207   | 10,15 | 2     |
| Partito della Rifondazione Comunista          | 97 150    | 7,51  | 1     |
| Partito Repubblicano Italiano                 | 46 509    | 3,60  | 1     |
| Movimento Sociale Italiano - Destra Nazionale | 43 387    | 3,36  | 1     |
| Federazione dei Verdi                         | 33 748    | 2,61  | –     |
| Partito Liberale Italiano                     | 23 783    | 1,84  | –     |
| Partito Socialista Democratico Italiano       | 21 853    | 1,69  | –     |
| Partito Pensionati                            | 14 420    | 1,12  | –     |
| La Rete                                       | 13 598    | 1,05  | –     |
| Lista Marco Pannella                          | 12 241    | 0,95  | –     |
| Sì Referendum                                 | 9 668     | 0,75  | –     |
| Lega Padana                                   | 5 836     | 0,45  | –     |
| Movimento Politico Difesa Automobilisti       | 1 763     | 0,14  | –     |
| Federalismo                                   | 976       | 0,08  | –     |
| Totale                                        | 1 293 130 | 100   | 18    |

### Circoscrizione Firenze-Pistoia
| Liste                                         | Voti      | %     | Seggi |
| --------------------------------------------- | --------- | ----- | ----- |
| Partito Democratico della Sinistra            | 345 351   | 32,48 | 6     |
| Democrazia Cristiana                          | 214 157   | 20,14 | 4     |
| Partito Socialista Italiano                   | 133 305   | 12,54 | 2     |
| Partito della Rifondazione Comunista          | 99 029    | 9,31  | 2     |
| Partito Repubblicano Italiano                 | 59 869    | 5,63  | 1     |
| Movimento Sociale Italiano - Destra Nazionale | 40 851    | 3,84  | 1     |
| Lega Nord                                     | 32 248    | 3,03  | 1     |
| Federazione dei Verdi                         | 27 688    | 2,60  | –     |
| Partito Liberale Italiano                     | 20 838    | 1,96  | –     |
| La Rete                                       | 15 965    | 1,50  | –     |
| Caccia Pesca Ambiente                         | 15 521    | 1,46  | –     |
| Lista Marco Pannella                          | 15 003    | 1,41  | –     |
| Partito Socialista Democratico Italiano       | 13 417    | 1,26  | –     |
| Partito Pensionati                            | 9 112     | 0,86  | –     |
| Sì Referendum                                 | 8 794     | 0,83  | –     |
| La Lega Casalinghe Pensionati                 | 5 029     | 0,47  | –     |
| Movimento Autonomista Toscano                 | 4 395     | 0,41  | –     |
| Movimento Politico Difesa Automobilisti       | 1 561     | 0,15  | –     |
| Federalismo                                   | 1 049     | 0,10  | –     |
| Totale                                        | 1 063 182 | 100   | 17    |

### Circoscrizione Pisa-Livorno-Lucca-Massa Carrara
| Liste                                         | Voti    | %     | Seggi |
| --------------------------------------------- | ------- | ----- | ----- |
| Partito Democratico della Sinistra            | 235 064 | 24,95 | 4     |
| Democrazia Cristiana                          | 226 306 | 24,02 | 4     |
| Partito Socialista Italiano                   | 115 564 | 12,27 | 2     |
| Partito della Rifondazione Comunista          | 91 002  | 9,66  | 1     |
| Movimento Sociale Italiano - Destra Nazionale | 49 056  | 5,21  | 1     |
| Partito Repubblicano Italiano                 | 46 048  | 4,89  | 1     |
| Lega Nord                                     | 34 466  | 3,66  | 1     |
| Partito Liberale Italiano                     | 31 987  | 3,40  | 1     |
| Federazione dei Verdi                         | 31 565  | 3,35  | 1     |
| Partito Socialista Democratico Italiano       | 19 695  | 2,09  | –     |
| Caccia Pesca Ambiente                         | 17 967  | 1,91  | –     |
| La Rete                                       | 12 627  | 1,34  | –     |
| Lista Marco Pannella                          | 11 960  | 1,27  | –     |
| Partito Pensionati                            | 8 982   | 0,95  | –     |
| Sì Referendum                                 | 8 817   | 0,94  | –     |
| Federalismo                                   | 1 054   | 0,11  | –     |
| Totale                                        | 942 160 | 100   | 16    |

### Circoscrizione Siena-Arezzo-Grosseto
| Liste                                         | Voti    | %     | Seggi |
| --------------------------------------------- | ------- | ----- | ----- |
| Partito Democratico della Sinistra            | 188 782 | 32,31 | 3     |
| Democrazia Cristiana                          | 131 018 | 22,43 | 2     |
| Partito Socialista Italiano                   | 81 614  | 13,97 | 1     |
| Partito della Rifondazione Comunista          | 58 722  | 10,05 | 1     |
| Movimento Sociale Italiano - Destra Nazionale | 27 784  | 4,76  | –     |
| Partito Repubblicano Italiano                 | 23 038  | 3,94  | –     |
| Lega Nord                                     | 13 855  | 2,37  | –     |
| Federazione dei Verdi                         | 11 517  | 1,97  | –     |
| Partito Liberale Italiano                     | 9 297   | 1,59  | –     |
| Caccia Pesca Ambiente                         | 8 383   | 1,43  | –     |
| Lista Marco Pannella                          | 7 705   | 1,32  | –     |
| Partito Socialista Democratico Italiano       | 7 475   | 1,28  | –     |
| La Rete                                       | 5 702   | 0,98  | –     |
| Sì Referendum                                 | 4 492   | 0,77  | –     |
| Partito Pensionati                            | 4 374   | 0,75  | –     |
| Federalismo                                   | 449     | 0,08  | –     |
| Totale                                        | 584 207 | 100   | 7     |

### Circoscrizione Ancona-Pesaro-Macerata-Ascoli Piceno
| Liste                                         | Voti      | %     | Seggi |
| --------------------------------------------- | --------- | ----- | ----- |
| Democrazia Cristiana                          | 321 944   | 31,49 | 6     |
| Partito Democratico della Sinistra            | 235 355   | 23,02 | 4     |
| Partito Socialista Italiano                   | 128 496   | 12,57 | 2     |
| Partito della Rifondazione Comunista          | 84 940    | 8,31  | 1     |
| Movimento Sociale Italiano - Destra Nazionale | 65 242    | 6,38  | 1     |
| Partito Repubblicano Italiano                 | 56 575    | 5,53  | 1     |
| Federazione dei Verdi                         | 32 312    | 3,16  | 1     |
| Partito Socialista Democratico Italiano       | 22 485    | 2,20  | –     |
| Partito Liberale Italiano                     | 14 780    | 1,45  | –     |
| Lega Nord                                     | 13 009    | 1,27  | –     |
| Lista Marco Pannella                          | 12 052    | 1,18  | –     |
| Sì Referendum                                 | 10 896    | 1,07  | –     |
| Caccia Pesca Ambiente                         | 8 609     | 0,84  | –     |
| Lega Marche                                   | 8 036     | 0,79  | –     |
| Caccia Sviluppo e Territorio                  | 5 720     | 0,56  | –     |
| Federalismo                                   | 1 859     | 0,18  | –     |
| Totale                                        | 1 022 310 | 100   | 16    |

### Circoscrizione Perugia-Terni-Rieti
| Liste                                         | Voti    | %     | Seggi |
| --------------------------------------------- | ------- | ----- | ----- |
| Partito Democratico della Sinistra            | 195 185 | 28,15 | 4     |
| Democrazia Cristiana                          | 181 832 | 26,23 | 3     |
| Partito Socialista Italiano                   | 103 701 | 14,96 | 2     |
| Partito della Rifondazione Comunista          | 69 815  | 10,07 | 1     |
| Movimento Sociale Italiano - Destra Nazionale | 50 330  | 7,26  | 1     |
| Partito Repubblicano Italiano                 | 26 469  | 3,82  | –     |
| Federazione dei Verdi                         | 15 398  | 2,22  | –     |
| Partito Liberale Italiano                     | 12 513  | 1,80  | –     |
| Caccia Pesca Ambiente                         | 8 575   | 1,24  | –     |
| Lega Nord                                     | 8 074   | 1,16  | –     |
| Partito Socialista Democratico Italiano       | 7 311   | 1,05  | –     |
| Lista Marco Pannella                          | 6 943   | 1,00  | –     |
| Sì Referendum                                 | 5 940   | 0,86  | –     |
| Federalismo                                   | 1 249   | 0,18  | –     |
| Totale                                        | 693 335 | 100   | 11    |

### Circoscrizione Roma-Viterbo-Latina-Frosinone
| Liste                                         | Voti      | %     | Seggi |
| --------------------------------------------- | --------- | ----- | ----- |
| Democrazia Cristiana                          | 1 092 061 | 31,00 | 17    |
| Partito Democratico della Sinistra            | 626 544   | 17,78 | 10    |
| Partito Socialista Italiano                   | 438 627   | 12,45 | 7     |
| Movimento Sociale Italiano - Destra Nazionale | 309 021   | 8,77  | 5     |
| Partito della Rifondazione Comunista          | 208 604   | 5,92  | 3     |
| Partito Repubblicano Italiano                 | 196 989   | 5,59  | 3     |
| Federazione dei Verdi                         | 116 053   | 3,29  | 2     |
| Partito Socialista Democratico Italiano       | 115 232   | 3,27  | 2     |
| Partito Liberale Italiano                     | 105 397   | 2,99  | 2     |
| Lista Marco Pannella                          | 84 394    | 2,40  | 2     |
| La Rete                                       | 45 693    | 1,30  | 1     |
| Sì Referendum                                 | 40 346    | 1,15  | –     |
| Partito dell'Amore                            | 22 409    | 0,64  | –     |
| Lega Nord                                     | 20 410    | 0,58  | –     |
| Partito Pensionati                            | 18 904    | 0,54  | –     |
| Verdi Federalisti                             | 15 473    | 0,44  | –     |
| Caccia Pesca Ambiente                         | 14 495    | 0,41  | –     |
| Federalismo                                   | 12 615    | 0,36  | –     |
| La Lega Casalinghe Pensionati                 | 9 976     | 0,28  | –     |
| Lega Lazio                                    | 5 918     | 0,17  | –     |
| Lega delle Leghe                              | 5 633     | 0,16  | –     |
| Partito Cristiano della Democrazia            | 5 042     | 0,14  | –     |
| Movimento Politico Difesa Automobilisti       | 4 186     | 0,12  | –     |
| Vivere Insieme                                | 2 842     | 0,08  | –     |
| Partito Giustizialista                        | 2 792     | 0,08  | –     |
| Lega d'Azione Meridionale                     | 2 015     | 0,06  | –     |
| Lega Nazionale di Protesta                    | 1 448     | 0,04  | –     |
| Totale                                        | 3 523 119 | 100   | 54    |

### Circoscrizione L'Aquila-Pescara-Chieti-Teramo
| Liste                                         | Voti    | %     | Seggi |
| --------------------------------------------- | ------- | ----- | ----- |
| Democrazia Cristiana                          | 347 764 | 40,40 | 6     |
| Partito Democratico della Sinistra            | 150 363 | 17,47 | 3     |
| Partito Socialista Italiano                   | 113 196 | 13,15 | 2     |
| Movimento Sociale Italiano - Destra Nazionale | 55 586  | 6,46  | 1     |
| Partito della Rifondazione Comunista          | 45 051  | 5,23  | 1     |
| Partito Socialista Democratico Italiano       | 35 462  | 4,12  | 1     |
| Partito Repubblicano Italiano                 | 27 685  | 3,22  | –     |
| Partito Liberale Italiano                     | 26 996  | 3,14  | 1     |
| Federazione dei Verdi                         | 24 220  | 2,81  | –     |
| Lista Marco Pannella                          | 18 813  | 2,19  | 1     |
| Sì Referendum                                 | 7 372   | 0,86  | –     |
| Lega Nord                                     | 6 579   | 0,76  | –     |
| Federalismo                                   | 1 745   | 0,20  | –     |
| Totale                                        | 860 832 | 100   | 16    |

### Circoscrizione Campobasso-Isernia
| Liste                                         | Voti    | %     | Seggi |
| --------------------------------------------- | ------- | ----- | ----- |
| Democrazia Cristiana                          | 111 456 | 51,83 | 3     |
| Partito Socialista Italiano                   | 31 439  | 14,62 | 1     |
| Partito Democratico della Sinistra            | 29 065  | 13,52 | 1     |
| Movimento Sociale Italiano - Destra Nazionale | 11 191  | 5,20  | –     |
| Partito della Rifondazione Comunista          | 7 358   | 3,42  | –     |
| Partito Repubblicano Italiano                 | 6 124   | 2,85  | –     |
| Partito Socialista Democratico Italiano       | 4 932   | 2,29  | –     |
| Federazione dei Verdi                         | 3 318   | 1,54  | –     |
| Partito Liberale Italiano                     | 2 910   | 1,35  | –     |
| La Rete                                       | 2 667   | 1,24  | –     |
| Lista Marco Pannella                          | 1 365   | 0,63  | –     |
| Partito Pensionati                            | 1 154   | 0,54  | –     |
| Sì Referendum                                 | 1 101   | 0,51  | –     |
| Lega Nord                                     | 622     | 0,29  | –     |
| Federalismo                                   | 319     | 0,15  | –     |
| Totale                                        | 215 021 | 100   | 5     |

### Circoscrizione Napoli-Caserta
| Liste                                         | Voti      | %     | Seggi |
| --------------------------------------------- | --------- | ----- | ----- |
| Democrazia Cristiana                          | 920 146   | 39,95 | 18    |
| Partito Socialista Italiano                   | 398 746   | 17,31 | 8     |
| Partito Democratico della Sinistra            | 307 166   | 13,34 | 6     |
| Movimento Sociale Italiano - Destra Nazionale | 166 286   | 7,22  | 3     |
| Partito della Rifondazione Comunista          | 104 132   | 4,52  | 2     |
| Partito Liberale Italiano                     | 101 988   | 4,43  | 2     |
| Partito Socialista Democratico Italiano       | 73 954    | 3,21  | 1     |
| Partito Repubblicano Italiano                 | 71 935    | 3,12  | 1     |
| Federazione dei Verdi                         | 59 037    | 2,56  | 1     |
| La Rete                                       | 24 245    | 1,05  | 1     |
| Lista Marco Pannella                          | 21 346    | 0,93  | 1     |
| Sì Referendum                                 | 16 215    | 0,70  | –     |
| Caccia Pesca Ambiente                         | 15 447    | 0,67  | –     |
| Lega d'Azione Meridionale                     | 8 156     | 0,35  | –     |
| Federalismo                                   | 5 654     | 0,25  | –     |
| Lega delle Leghe                              | 5 418     | 0,24  | –     |
| Lega Nord                                     | 3 288     | 0,14  | –     |
| Totale                                        | 2 303 159 | 100   | 44    |

### Circoscrizione Benevento-Avellino-Salerno
| Liste                                         | Voti      | %     | Seggi |
| --------------------------------------------- | --------- | ----- | ----- |
| Democrazia Cristiana                          | 505 182   | 43,40 | 9     |
| Partito Socialista Italiano                   | 279 685   | 24,03 | 5     |
| Partito Democratico della Sinistra            | 117 948   | 10,13 | 2     |
| Movimento Sociale Italiano - Destra Nazionale | 61 455    | 5,28  | 1     |
| Partito Socialista Democratico Italiano       | 51 627    | 4,44  | 1     |
| Partito Repubblicano Italiano                 | 48 820    | 4,19  | 1     |
| Partito della Rifondazione Comunista          | 34 467    | 2,96  | –     |
| Partito Liberale Italiano                     | 26 317    | 2,26  | –     |
| Federazione dei Verdi                         | 22 917    | 1,97  | –     |
| Sì Referendum                                 | 5 304     | 0,46  | –     |
| Lista Marco Pannella                          | 4 994     | 0,43  | –     |
| Federalismo                                   | 2 843     | 0,24  | –     |
| Lega Nord                                     | 2 367     | 0,20  | –     |
| Totale                                        | 1 163 926 | 100   | 19    |

### Circoscrizione Bari-Foggia
| Liste                                         | Voti      | %     | Seggi |
| --------------------------------------------- | --------- | ----- | ----- |
| Democrazia Cristiana                          | 514 242   | 36,81 | 10    |
| Partito Socialista Italiano                   | 269 552   | 19,30 | 5     |
| Partito Democratico della Sinistra            | 171 935   | 12,31 | 3     |
| Movimento Sociale Italiano - Destra Nazionale | 125 221   | 8,96  | 2     |
| Partito della Rifondazione Comunista          | 81 472    | 5,83  | 1     |
| Partito Socialista Democratico Italiano       | 52 016    | 3,72  | 1     |
| Partito Repubblicano Italiano                 | 49 266    | 3,53  | 1     |
| Partito Liberale Italiano                     | 46 576    | 3,33  | 1     |
| Federazione dei Verdi                         | 31 571    | 2,26  | 1     |
| Sì Referendum                                 | 17 955    | 1,29  | –     |
| La Rete                                       | 13 615    | 0,97  | –     |
| Lista Marco Pannella                          | 9 185     | 0,66  | –     |
| Caccia Pesca Ambiente                         | 4 978     | 0,36  | –     |
| Lega Nord                                     | 3 165     | 0,23  | –     |
| Lega d'Azione Meridionale                     | 2 906     | 0,21  | –     |
| Lega delle Leghe                              | 1 708     | 0,12  | –     |
| Federalismo                                   | 1 467     | 0,11  | –     |
| Totale                                        | 1 396 830 | 100   | 25    |

### Circoscrizione Lecce-Brindisi-Taranto
| Liste                                         | Voti      | %     | Seggi |
| --------------------------------------------- | --------- | ----- | ----- |
| Democrazia Cristiana                          | 391 933   | 34,49 | 7     |
| Partito Socialista Italiano                   | 182 694   | 16,08 | 3     |
| Partito Democratico della Sinistra            | 177 727   | 15,64 | 3     |
| Movimento Sociale Italiano - Destra Nazionale | 107 907   | 9,50  | 2     |
| Partito Socialista Democratico Italiano       | 53 302    | 4,69  | 1     |
| Partito della Rifondazione Comunista          | 51 072    | 4,49  | 1     |
| Partito Repubblicano Italiano                 | 51 039    | 4,49  | 1     |
| Lega d'Azione Meridionale                     | 35 749    | 3,15  | –     |
| Federazione dei Verdi                         | 21 861    | 1,92  | –     |
| Partito Liberale Italiano                     | 20 703    | 1,82  | –     |
| La Rete                                       | 13 356    | 1,18  | –     |
| Caccia Pesca Ambiente                         | 9 376     | 0,83  | –     |
| Sì Referendum                                 | 8 793     | 0,77  | –     |
| Lista Marco Pannella                          | 5 966     | 0,52  | –     |
| Lega delle Leghe                              | 1 868     | 0,16  | –     |
| Lega Nord                                     | 1 859     | 0,16  | –     |
| Federalismo                                   | 1 219     | 0,11  | –     |
| Totale                                        | 1 136 424 | 100   | 18    |

### Circoscrizione Potenza-Matera
| Liste                                         | Voti    | %     | Seggi |
| --------------------------------------------- | ------- | ----- | ----- |
| Democrazia Cristiana                          | 170 773 | 44,45 | 4     |
| Partito Democratico della Sinistra            | 64 512  | 16,79 | 1     |
| Partito Socialista Italiano                   | 56 624  | 14,74 | 1     |
| Partito della Rifondazione Comunista          | 21 003  | 5,47  | –     |
| Movimento Sociale Italiano - Destra Nazionale | 19 188  | 4,99  | –     |
| Partito Socialista Democratico Italiano       | 16 514  | 4,30  | –     |
| Partito Repubblicano Italiano                 | 8 375   | 2,18  | –     |
| Lega delle Leghe                              | 8 122   | 2,11  | –     |
| Federazione dei Verdi                         | 7 700   | 2,00  | –     |
| Partito Liberale Italiano                     | 4 758   | 1,24  | –     |
| Sì Referendum                                 | 2 214   | 0,58  | –     |
| Lista Marco Pannella                          | 1 692   | 0,44  | –     |
| Lega d'Azione Meridionale                     | 918     | 0,24  | –     |
| Lega Nord                                     | 857     | 0,22  | –     |
| Lega Meridionale - Unione Nazionale           | 464     | 0,12  | –     |
| Federalismo                                   | 458     | 0,12  | –     |
| Totale                                        | 384 172 | 100   | 6     |

### Circoscrizione Catanzaro-Cosenza-Reggio Calabria
| Liste                                         | Voti      | %     | Seggi |
| --------------------------------------------- | --------- | ----- | ----- |
| Democrazia Cristiana                          | 430 751   | 36,63 | 9     |
| Partito Socialista Italiano                   | 202 540   | 17,22 | 4     |
| Partito Democratico della Sinistra            | 173 294   | 14,74 | 4     |
| Partito della Rifondazione Comunista          | 78 141    | 6,64  | 2     |
| Partito Socialista Democratico Italiano       | 75 088    | 6,38  | 2     |
| Movimento Sociale Italiano - Destra Nazionale | 70 958    | 6,03  | 1     |
| Partito Liberale Italiano                     | 44 696    | 3,80  | 1     |
| Partito Repubblicano Italiano                 | 38 134    | 3,24  | 1     |
| Federazione dei Verdi                         | 20 544    | 1,75  | –     |
| Caccia Pesca Ambiente                         | 15 962    | 1,36  | –     |
| Sì Referendum                                 | 6 998     | 0,60  | –     |
| Lista Marco Pannella                          | 5 382     | 0,46  | –     |
| Lega delle Leghe                              | 4 314     | 0,37  | –     |
| Lega Nord                                     | 3 639     | 0,31  | –     |
| Federalismo                                   | 3 190     | 0,27  | –     |
| Movimento delle Libertà                       | 2 397     | 0,20  | –     |
| Totale                                        | 1 176 028 | 100   | 24    |

### Circoscrizione Catania-Messina-Siracusa-Ragusa-Enna
| Liste                                         | Voti      | %     | Seggi |
| --------------------------------------------- | --------- | ----- | ----- |
| Democrazia Cristiana                          | 617 318   | 39,70 | 12    |
| Partito Socialista Italiano                   | 239 141   | 15,38 | 5     |
| Partito Democratico della Sinistra            | 169 549   | 10,90 | 3     |
| Movimento Sociale Italiano - Destra Nazionale | 111 180   | 7,15  | 2     |
| La Rete                                       | 88 421    | 5,69  | 2     |
| Partito Repubblicano Italiano                 | 85 478    | 5,50  | 2     |
| Partito Socialista Democratico Italiano       | 65 867    | 4,24  | 1     |
| Partito Liberale Italiano                     | 63 102    | 4,06  | 1     |
| Partito della Rifondazione Comunista          | 55 900    | 3,59  | 1     |
| Federazione dei Verdi                         | 23 442    | 1,51  | –     |
| Lista Marco Pannella                          | 8 552     | 0,55  | –     |
| Sì Referendum                                 | 8 042     | 0,52  | –     |
| Caccia Pesca Ambiente                         | 7 441     | 0,48  | –     |
| Partito Pensionati                            | 5 990     | 0,39  | –     |
| Lega Nord                                     | 3 795     | 0,24  | –     |
| Federalismo                                   | 1 767     | 0,11  | –     |
| Totale                                        | 1 554 985 | 100   | 29    |

### Circoscrizione Palermo-Trapani-Agrigento-Caltanissetta
| Liste                                         | Voti      | %     | Seggi |
| --------------------------------------------- | --------- | ----- | ----- |
| Democrazia Cristiana                          | 617 808   | 42,80 | 12    |
| Partito Socialista Italiano                   | 180 912   | 12,53 | 3     |
| La Rete                                       | 175 311   | 12,15 | 4     |
| Partito Democratico della Sinistra            | 132 544   | 9,18  | 2     |
| Partito Socialista Democratico Italiano       | 112 152   | 7,77  | 2     |
| Movimento Sociale Italiano - Destra Nazionale | 57 607    | 3,99  | 1     |
| Partito Repubblicano Italiano                 | 46 539    | 3,22  | 1     |
| Partito Liberale Italiano                     | 46 379    | 3,21  | 1     |
| Partito della Rifondazione Comunista          | 41 449    | 2,87  | 1     |
| Federazione dei Verdi                         | 16 386    | 1,14  | –     |
| Sì Referendum                                 | 6 468     | 0,45  | –     |
| Lista Marco Pannella                          | 5 265     | 0,36  | –     |
| Federalismo                                   | 2 596     | 0,18  | –     |
| Lega Nord                                     | 2 018     | 0,14  | –     |
| Totale                                        | 1 443 434 | 100   | 27    |

### Circoscrizione Cagliari-Sassari-Nuoro-Oristano
| Liste                                         | Voti      | %     | Seggi |
| --------------------------------------------- | --------- | ----- | ----- |
| Democrazia Cristiana                          | 349 465   | 33,66 | 7     |
| Partito Socialista Italiano                   | 159 562   | 15,37 | 3     |
| Partito Democratico della Sinistra            | 148 174   | 14,27 | 3     |
| Federalismo                                   | 69 554    | 6,70  | 1     |
| Partito della Rifondazione Comunista          | 69 085    | 6,65  | 1     |
| Partito Repubblicano Italiano                 | 54 370    | 5,24  | 1     |
| Movimento Sociale Italiano - Destra Nazionale | 53 729    | 5,18  | 1     |
| Partito Socialista Democratico Italiano       | 43 413    | 4,18  | 1     |
| Partito Liberale Italiano                     | 29 155    | 2,81  | 1     |
| Federazione dei Verdi                         | 24 340    | 2,34  | –     |
| Partidu Indipendentista                       | 15 059    | 1,45  | –     |
| Lista Marco Pannella                          | 10 341    | 1,00  | –     |
| Sì Referendum                                 | 8 454     | 0,81  | –     |
| Lega Nord                                     | 3 530     | 0,34  | –     |
| Totale                                        | 1 038 231 | 100   | 19    |

### Circoscrizione Valle d'Aosta
| Liste                                         | Voti   | %     | Seggi |
| --------------------------------------------- | ------ | ----- | ----- |
| Vallée d'Aoste                                | 41 404 | 49,58 | 1     |
| Gruppo Dolchi-Fosson                          | 30 724 | 36,79 | –     |
| Federazione dei Verdi                         | 4 964  | 5,94  | –     |
| Partito della Rifondazione Comunista          | 3 073  | 3,68  | –     |
| Movimento Sociale Italiano - Destra Nazionale | 2 355  | 2,82  | –     |
| Partito Pensionati                            | 992    | 1,19  | –     |
| Totale                                        | 83 512 | 100   | 1     |

### Circoscrizione Trieste
| Liste                                         | Voti    | %     | Seggi |
| --------------------------------------------- | ------- | ----- | ----- |
| Democrazia Cristiana                          | 41 925  | 21,47 | 1     |
| Partito Socialista Italiano                   | 39 273  | 20,11 | 1     |
| Partito Democratico della Sinistra            | 24 396  | 12,49 | 1     |
| Movimento Sociale Italiano - Destra Nazionale | 23 871  | 12,22 | –     |
| Lega Nord                                     | 15 614  | 7,99  | –     |
| Partito della Rifondazione Comunista          | 14 059  | 7,20  | –     |
| Partito Repubblicano Italiano                 | 9 192   | 4,71  | –     |
| Federazione dei Verdi                         | 7 082   | 3,63  | –     |
| Partito Liberale Italiano                     | 6 732   | 3,45  | –     |
| Federalismo                                   | 3 905   | 2,00  | –     |
| Partito Socialista Democratico Italiano       | 2 260   | 1,16  | –     |
| Partito Pensionati                            | 2 231   | 1,14  | –     |
| Sì Referendum                                 | 1 979   | 1,01  | –     |
| Verdi Federalisti                             | 1 977   | 1,01  | –     |
| Lega delle Leghe                              | 807     | 0,41  | –     |
| Totale                                        | 195 303 | 100   | 3     |